# Droga po marzenia
Droga po marzenia (ang. Miracle Run) – amerykański dramat obyczajowy z 2004 roku. Scenariusz filmu oparty na faktach. Film nakręcono w Nowym Orleanie.

## Główne role
- Zac Efron - Stephen Morgan
- Aidan Quinn - Douglas Thomas
- Alicia Morton - Jennifer
- Mikki Val - Reva
- Bubba Lewis - Pfilip Morgan
- Mary-Louise Parker - Corrine Morgan-Thomas
- Veronica Russell - Pani Gabler
- Michael Arata - Brian
- Bernard Hocke - Wayne

## Nagrody i nominacje
Emmy
- Najlepsza kompozycja muzyczna w miniserialu, filmie telewizyjnym lub programie specjalnym  - Joseph Conlan (nominacja)[1]